# 美國海軍第41戰鬥攻擊機中隊
第41战斗攻击机中队（英語：Strike Fighter Squadron 41，縮寫為VFA-41），别名“黑王牌”（Black Aces），是一支隶属于美国海军太平洋戰鬥攻擊機大隊指揮部（Commander, Strike Fighter Wing Pacific，縮寫為COMSTRKFIGHTWINGPAC）旗下的一個航空母艦艦載攻击战斗机中队，本部驻扎在位于美国加利福尼亚州的勒莫尔海军航空站（NAS Lemoore）。
VFA-41目前使用的战机为F/A-18F“超级大黄蜂”，並配屬在美國海軍第九艦載機大隊（CVW-9）旗下，部署於斯坦尼斯号航空母艦上。中隊的电台呼号是“快鹰”（Fast Eagle），机尾代码为NG。

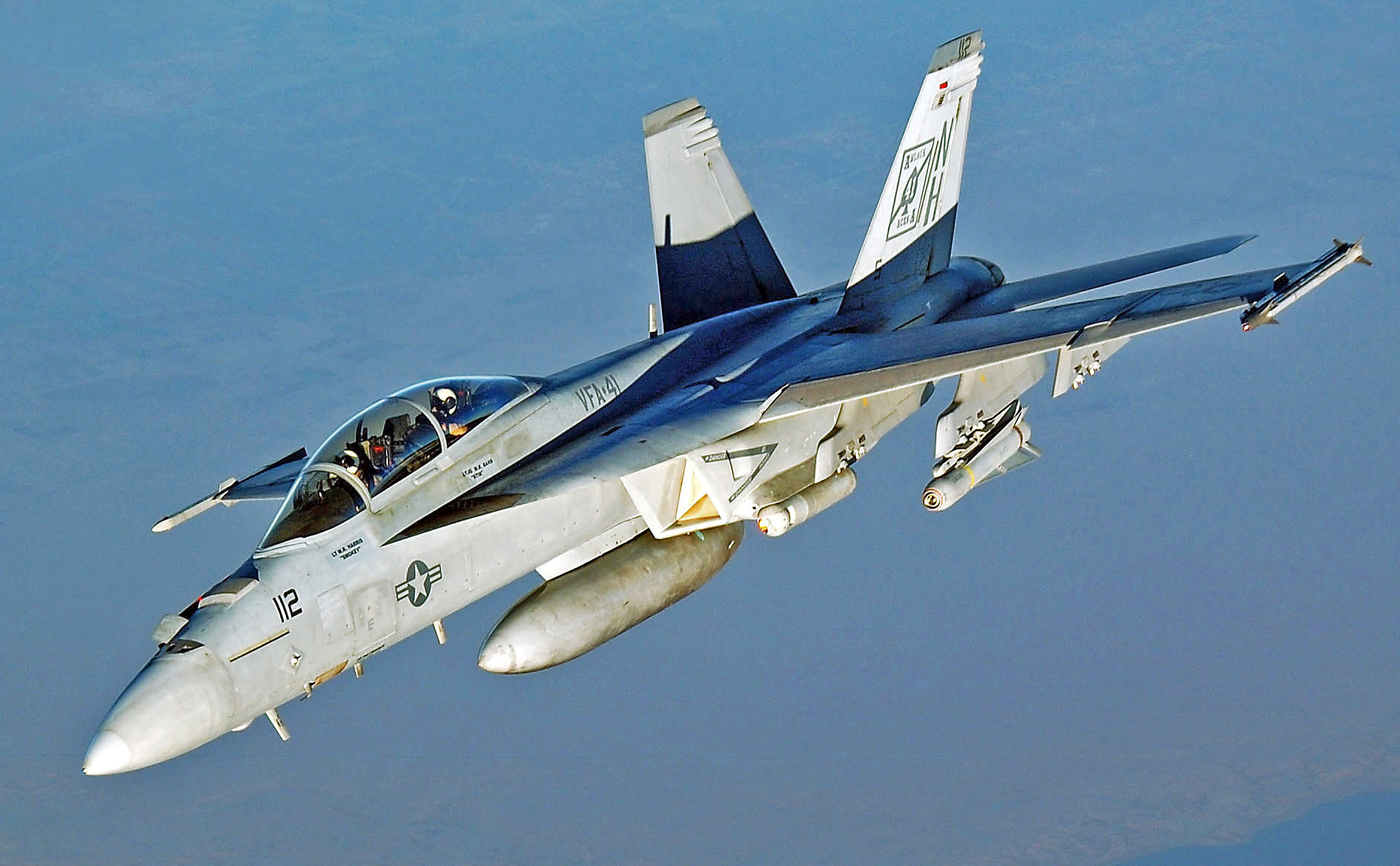
隸屬美國海軍第41戰鬥攻擊機中隊（VFA-41）的 F/A-18F 戰鬥攻擊機正於波斯灣上空執行任務，攝於2005年9月13日。

## 另请参阅
- 海军航空兵
- 現代美國海軍航空母艦空中作戰（英语：Modern United States Navy carrier air operations）
- 美国军用飞机列表 (海军)、美国海军飞机列表
- 美国海军飞行员
- 军事航空
- 美国海军飞机中队列表
- 第31战斗攻击中队
- 第84战斗中队
- 第143战斗攻击中队